# 朱小棣
朱小棣（汉语拼音: Zhū Xiǎodì；威妥玛拼音: Chu Hsiao ti，1958年出生）是美国华裔作家。他著有英文传记《Thirty Years in a Red House : A Memoir of Childhood and Youth in Communist China》  暂定中文译名：，曾在微软百科全书共产主义词条被列为扩展阅读。他还著有小说《新狄公案》，以及中文散文集《闲书闲话》、《地老天荒讀書閒》、《閒讀近乎勇》、《等閒識得書幾卷》、《域外閒讀》及《閒讀閒記》。

## 生平
朱小棣1958年生于中国南京,毕业于麻省理工学院并获得城市规划硕士学位（1991年）。 1989年，他还获得了波士顿马萨诸塞大学的美国文明硕士学位。
在1992年至1997年之间，他在波士顿麻省大学的调查研究中心工作。他还曾在1995年至1996年期间为Arthur Andersen＆Co.担任管理顾问。在1997年至2012年之间，他一直在哈佛大学住房研究联合中心工作。

## 著作
- 《Thirty Years in a Red House : A Memoir of Childhood and Youth in Communist China》[5] （马萨诸塞大学出版社，1998年）
- 《狄仁杰故事集 》/《新狄公案》[6][7]
- 《闲书闲话》[8] [9]
- 《游学看美国》 [10]
- 《朱小蔓朱小棣跨洋对话-出国留学与教育“立人”》 [11]
- 《地老天荒读书闲》 [12]
- 《闲读近乎勇》 [13]
- 《等闲识得书几卷》 [14]
- 《域外闲读》 [15]
- 《闲读闲记》 [16]
- 《朱启銮画传》 [17]